# 3402 Wisdom
A 3402 Wisdom (ideiglenes jelöléssel 1981 PB) egy marsközeli kisbolygó. Edward L. G. Bowell fedezte fel 1981. augusztus 5-én.